# 安德林·古利希
安德林·古利希（德語：Andrin Gulich，1999年3月9日—），瑞士男子赛艇运动员，2023年世界赛艇锦标赛男子双人单桨无舵手金牌得主、2024年夏季奥林匹克运动会男子双人单桨无舵手铜牌得主。